# أنديرش ليمبار
أنديرش ليمبار (بالسويدية: Anders Limpar) (مواليد 24 سبتمبر 1965) هو لاعب كرة قدم. يلعب مع منتخب السويد لكرة القدم. سبق له أن لعب في كأس العالم لكرة القدم مع منتخب بلاده.

## مسيرته الكروية
لعب أنديرش ليمبار خلال مسيرته الاحترافية مع 10 أندية في سبعة وعشرون موسمًا وسجل خلالها 69 هدفًا ضمن 418 مباراة. حيث فاز في ثلاثة مواسم بالكأس وفي موسمين بالدوري.
خاض أنديرش ليمبار مسيرته مع نادي برومابويكارنا في موسم 1981 في المرة الأولى ليلعب معه خمسة مواسم ثم في عامي 2001-2003 ولمدة موسمين، مشاركًا طوالها في 96 مباراة سجل خلالها 23 هدفًا. ثم انتقل إلى نادي أورغريته في موسم 1986 واستمر معه طيلة ثلاثة مواسم، حيث شارك في 47 مباراة سجل خلالها 9 أهداف. لينتقل بعدها إلى نادي يانغ بويز في موسم 1988–89 ولمدة موسمين، مشاركًا في 27 مباراة سجل خلالها 7 أهداف. ثم انتقل إلى نادي كريمونيسي في موسم 1989–90 لمدة موسم واحد، مشاركًا في 24 مباراة سجل خلالها 3 أهداف. هذا وانتقل لاحقًا إلى نادي أرسنال في موسم 1990–91 ليلعب معه أربعة مواسم، مشاركًا في 96 مباراة سجل خلالها 17 هدفًا. ثم انتقل بعدها إلى نادي إيفرتون في موسم 1993–94 ليلعب معه أربعة مواسم، مشاركًا في 66 مباراة سجل خلالها 5 أهداف. ليعود وينتقل من جديد، لكن هذه المرة إلى نادي برمنغهام سيتي في موسم 1996–97 لمدة موسم واحد، مشاركًا في 4 مباريات ولم يسجل أي هدف. لينتقل بعدها إلى نادي أيك سولنا في عامي 1997-1999 ولمدة موسمين، مشاركًا في 22 مباراة سجل خلالها هدفين. ثم لعب في نادي كولورادو رابيدز في عامي 1999-2001 ولمدة موسمين، مشاركًا في 36 مباراة سجل خلالها 3 أهداف.

## روابط خارجية
- أنديرش ليمبار على موقع الاتحاد الدولي (مؤرشف)  (الإنجليزية)
- أنديرش ليمبار على موقع الدوري الأمريكي (الإنجليزية)
- أنديرش ليمبار على موقع قاعدة بيانات كرة القدم.إي يو (الإنجليزية)
- أنديرش ليمبار على موقع ناشيونال فوتبول تيمز (الإنجليزية)
- أنديرش ليمبار على موقع Soccerway.com (الإنجليزية)
- أنديرش ليمبار على موقع عالم كرة القدم.نت (الإنجليزية)
- أنديرش ليمبار على موقع أوليمبيديا (الإنجليزية)
- أنديرش ليمبار على موقع اللجنة الأولمبية السويدية (السويدية)